# Lańcut-Gruppe

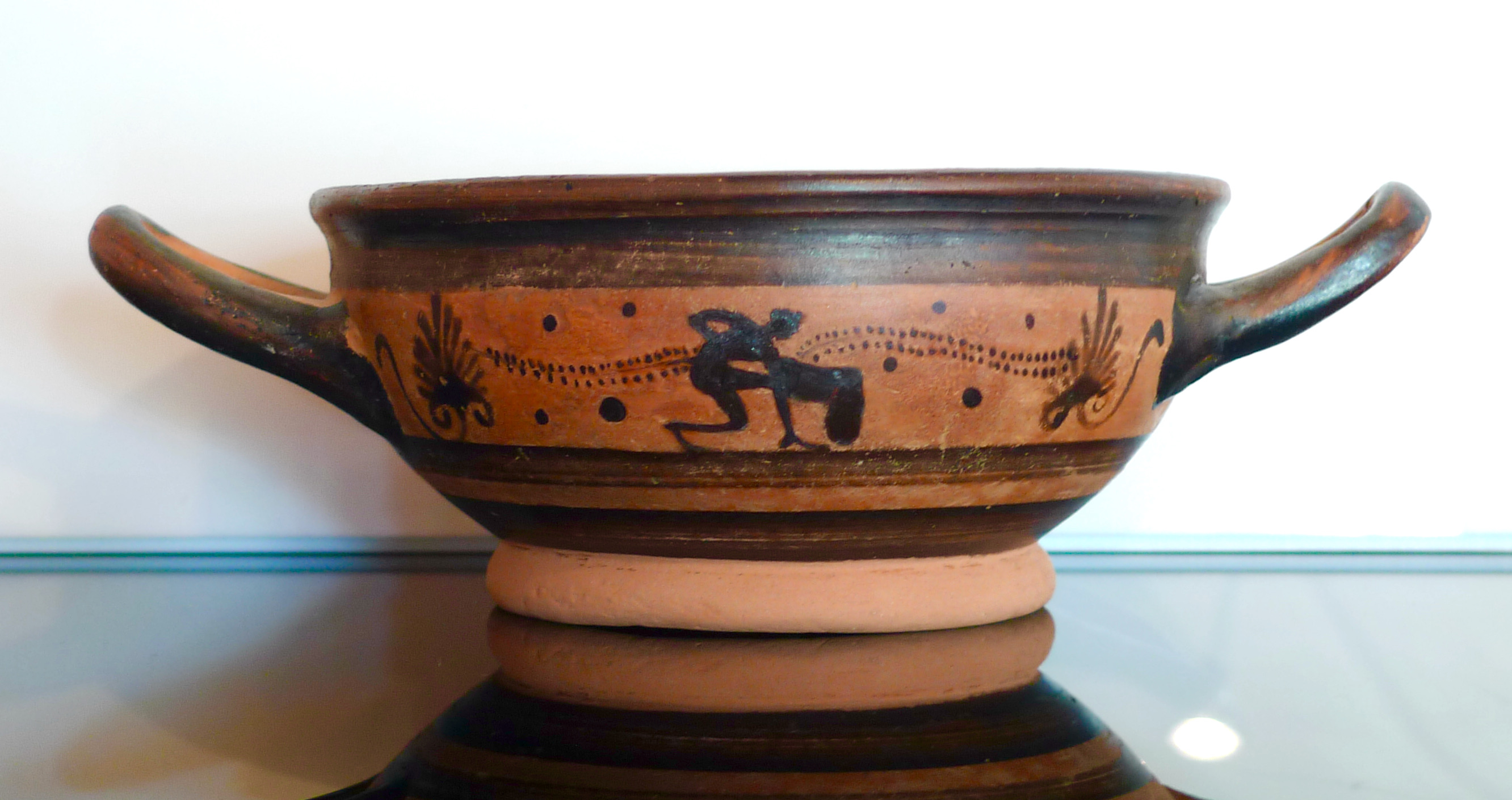
Schalen-Skyphos der Lańcut-Gruppe, 5. Jahrhundert v. Chr.

Lańcut-Gruppe ist die Sammelbezeichnung für eine Reihe attischer Vasenmaler, deren Werke in die Zeit von 540 bis 480 v. Chr. datiert werden. Die namentlich nicht bekannten Künstler waren auf schwarzfigurige Skyphoi spezialisiert und gehörten zum Umfeld der Haimon-Gruppe.
Die Bezeichnung der Gruppe stammt von John D. Beazley und geht auf einen Skyphos in der Sammlung Potocki im Schloss Łańcut in Polen zurück. Die Zuordnung erfolgt in der Regel aufgrund des charakteristischen Malstils: Die Vasen zeigen meist ein oder zwei skizzierte Figuren in einfach gehaltener Silhouetten-Technik. Gesäumt werden diese in der Regel von zwei Palmetten.
Das Beazley-Archiv der Universität Oxford listet heute über 200 Vasen, die der Lańcut-Gruppe zugeordnet werden.